# Gomorroide
Gomorroide è un film del 2017 diretto da I Ditelo voi, con protagonisti il trio comico.

## Trama
Napoli. Tre attori comici sono protagonisti di una serie televisiva grottesca che prende in giro la camorra, il successo della serie mette letteralmente in crisi la criminalità organizzata che ormai si sente più derisa che temuta, da ciò scatta una reazione dei criminali contro il trio comico che darà luogo a tutta una serie di equivoci.